# Energia nucleare nell'Unione europea

I paesi della UE che impiegano energia nucleare per generare elettricità sono colorati in arancio. Gli altri sono celesti.

L'energia nucleare nell'Unione europea (UE) ha rappresentato nel 2020 il 13% del consumo totale di energia. Le politiche energetiche dei paesi membri della UE variano notevolmente. Alla fine del 2020 erano 14 (su 27) i paesi che avevano almeno un reattore nucleare: Belgio, Bulgaria, Repubblica Ceca, Finlandia, Francia, Germania, Ungheria, Paesi Bassi, Romania, Slovacchia, Slovenia, Spagna, Svezia e Regno Unito. A fine 2020 nella UE erano presenti 122 reattori nucleari e 6 erano in costruzione. La maggior parte, 116 unità, si trovavano in sette paesi.. La costruzione dei nuovi reattori in Finlandia e in Francia, che avevano lo scopo di condurre una rinascita del nucleare, ha subito dei ritardi e ora sono in esecuzione fuori budget.
Dopo l'incidente nucleare di Fukushima, la Germania ha definitivamente chiuso otto dei suoi reattori e si è impegnata a chiudere i rimanenti entro il 2022.. Gli italiani hanno votato per mantenere il loro paese fuori dal nucleare.. La Svizzera e la Spagna hanno vietato la costruzione di nuovi reattori. Il Belgio sta pensando di eliminare gradualmente le sue centrali nucleari, forse già dal 2015. La Francia, spesso considerata un modello nucleare commerciale per il mondo, oggi è bloccata in un dibattito nazionale su un parziale uscita dalla fase nucleare.

## Mix energetico
Il consumo energetico della UE nel 2020 vede come fonti primarie il petrolio (35%), il gas (24%), le energie rinnovabili (17%), il nucleare (13%) e il carbone (12%).
Nel 2020 la UE ha prodotto energia elettrica (42% del consumo interno) dalle fonti primarie con le seguenti proporzioni:
- petrolio 3,7%
- gas 7,2%
- carbone 14,6%
- nucleare 30,5%
- energie rinnovabili 40,8%
- rifiuti industriali 2,4%

Nel 2011 l'energia nucleare è stata la principale fonte di energia elettrica in Belgio, Francia e Slovacchia. La Francia, dove il nucleare è anche la maggiore fonte di energia primaria, ha prodotto nel 2010 il 46,7 % del totale dell'UE. Danimarca, Estonia, Irlanda, Grecia, Italia, Cipro, Lettonia, Lituania, Lussemburgo, Malta, Austria, Polonia e Portogallo non producono energia nucleare.
A fine 2020 nella UE erano presenti 122 reattori nucleari e 6 erano in costruzione. La maggior parte, 116 unità, si trovavano in sette paesi.
| Paese       | Reattori in funzione (03/2025) | Reattori in costruzione (03/2025) | % di energia nucleare sul totale |
| ----------- | ------------------------------ | --------------------------------- | -------------------------------- |
| Belgio      | 7                              | 0                                 | 54,0                             |
| Bulgaria    | 2                              | 0                                 | 32,6                             |
| Rep. Ceca   | 6                              | 0                                 | 33,0                             |
| Finlandia   | 4                              | 1                                 | 31,6                             |
| Francia     | 57                             | 1                                 | 77,8                             |
| Germania    | 6                              | 0                                 | 17,8                             |
| Ungheria    | 4                              | 0                                 | 43,2                             |
| Paesi Bassi | 1                              | 0                                 | 3,6                              |
| Romania     | 2                              | 0                                 | 19,0                             |
| Slovacchia  | 4                              | 2                                 | 54,0                             |
| Slovenia    | 1                              | 0                                 | 41,7                             |
| Spagna      | 7                              | 0                                 | 19,5                             |
| Svezia      | 7                              | 0                                 | 40,0                             |

La produzione totale di energia nucleare da centrali dell'Unione europea è aumentata del 25 % dal 1995 al 2005. La maggior parte di questa crescita si è verificata nel 1990. La capacità installata è diminuita del 2,6 % dal 1990 e il contributo relativo al mix complessivo di elettricità è scesa dal 30,8 % del 1990 al 30,2 % nel 2005
fino all'attuale 28,3 %.

## Uranio

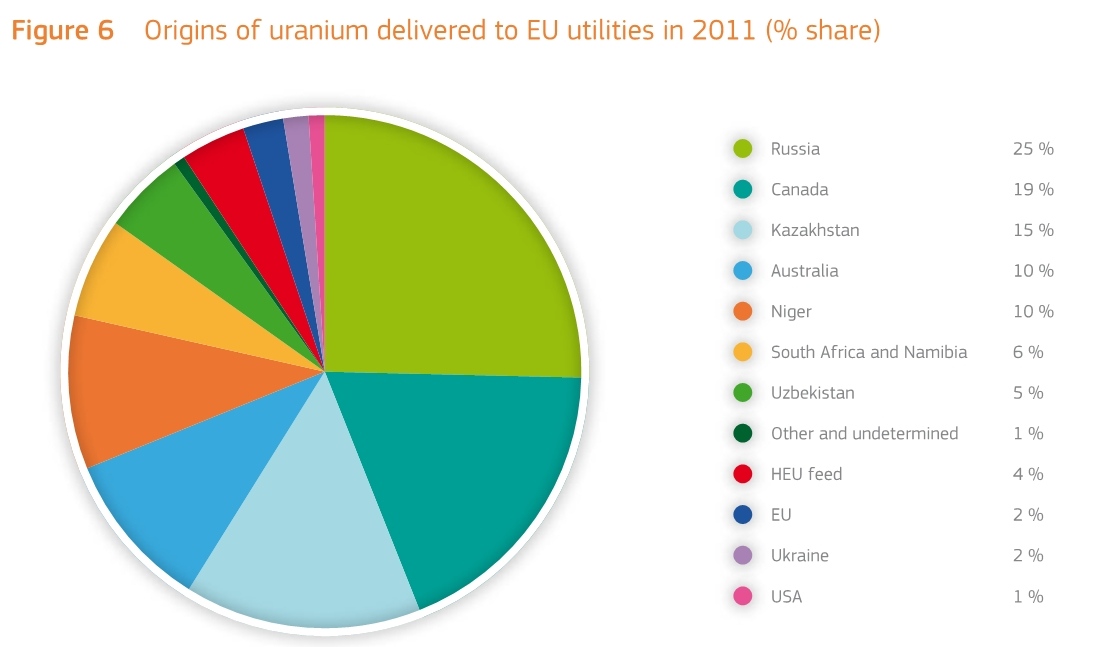
Fonti di Uranio per UE nel 2012

Nel 2011, solo il 2% dell'uranio utilizzato in reattori nucleari europei è stato estratto in Europa. Australia, Russia, Kazakistan, Canada e Niger sono stati i maggiori fornitori di materie nucleari verso l'UE, fornendo quasi l'80% del fabbisogno totale nel 2011.
Nel 2021 il Niger risultava il maggior fornitore di uranio per l'UE, seguito da Kazakistan e Russia. 
Nel 2022 il 91% dell'uranio fornito ai paesi dell'UE, proveniva da quattro stati: Kazakistan, Niger, Canada e Russia; il restante fabbisogno è assicurato da importazioni dall'Uzbekistan, Australia, Sud Africa e Namibia.

## Politica nucleare europea
È governata dal trattato EURATOM. La politica nucleare è principalmente di competenza degli Stati membri. A livello UE, DG ENER è l'autorità principale per le questioni nucleari.
Il Consiglio europeo è il luogo per le decisioni intergovernative. Il Parlamento europeo non ha autorità in materia di politica nucleare ma ha il diritto di porre domande alla Commissione europea.
In caso di emergenza radioattiva, l'UE attiva il sistema di allarme denominato ECURIE, che notifica immediatamente a tutte le autorità nazionali l'imminente pericolo nucleare. Questo sistema è stato installato dopo l'esperienza con il disastro di Černobyl'.
La Commissione SET plan menziona l'"iniziativa fissione nucleare sostenibile" per lo sviluppo di quarta generazione dei reattori come una delle priorità di ricerca dell'Unione europea. La Commissione europea ha proposto uno stress test per tutte le centrali nucleari in Europa, per dimostrare che gli impianti nucleari europei sono in grado di sopportare incidenti come quelli di Fukushima. La Commissione europea sta anche proponendo test per i paesi vicini all'UE che fanno uso di energia nucleare.

## Rifiuti nucleari
In media, l'UE crea circa 40.000 metri cubi di rifiuti radioattivi all'anno. L'ottanta per cento è di breve durata ovvero a basso livello dei residui radioattivi.. La Francia e il Regno Unito sono attualmente gli unici paesi europei che riprocessano il combustibile esaurito. Tuttavia, il riprocessamento sta per essere abbandonato nel Regno Unito, mentre continua ad essere attuato in Francia. I paesi che nel 2011 hanno utilizzato questo combustibile riprocessato sotto forma di miscela MOX sono la Germania e la Francia. La quantità di Mox utilizzata negli impianti europei (9410 kg Pu) si è ridotta del 12 % rispetto al 2010 (10636 kg Pu).
Il riprocessamento del combustibile esaurito ne riduce in modo significativo il volume e permette l'estrazione di plutonio. Anche se il plutonio è comunemente associato con le armi nucleari, il plutonio estratto con il ritrattamento non è adatto per le armi nucleari classiche.
La Banca Europea per la Ricostruzione e lo Sviluppo (EBRD) sta finanziando la dismissione delle vecchie centrali nucleari in Bulgaria, Lituania e Slovacchia.
I paesi membri UE Austria, Irlanda, Paesi Bassi, Polonia, Slovacchia, Bulgaria, Italia, Lituania, Romania e Slovenia stanno lavorando insieme dal 28 gennaio 2009 in un gruppo di lavoro multinazionale (ERDO-WG) per affrontare i problemi comuni in materia di stoccaggio dei rifiuti nucleari. L'obiettivo del gruppo è la creazione di una Organizzazione Europea per lo Sviluppo del Deposito denominata ERDO.
Nei primi mesi del 2010 la ERDO-WG stava lavorando ad un piano europeo per identificare un unico deposito sotterraneo in Europa centrale o orientale.
"Circa 7.000 metri cubi di scorie altamente radioattive nucleari sono prodotte in tutta l'UE ogni anno. La maggior parte degli Stati membri stoccano il combustibile esaurito e altri rifiuti altamente radioattivi in impianti di stoccaggio di superficie che hanno bisogno di manutenzione e controllo continuo e sono a rischio di incidenti, come ad esempio incidenti aerei, incendi o terremoti. Ungheria e Bulgaria attualmente spediscono i rifiuti nucleari in Russia ".
Il 19 luglio 2011 la Commissione europea ha adottato una direttiva per la regolazione e la gestione dei rifiuti nucleari nell'Unione europea.. "Le esportazioni verso i paesi al di fuori dell'UE sono consentite a condizioni molto rigorose e vincolanti: quando i rifiuti vengono spediti, il paese terzo deve avere già un deposito definitivo in funzione. Tale deposito per scorie altamente radioattive è internazionalmente definito come un deposito in strati geologici profondi. Allo stato attuale, tali depositi in strati geologici profondi non esistono in tutto il mondo e non esiste un deposito in costruzione al di fuori del UE. Ci vogliono attualmente almeno 40 anni per svilupparne e costruirne uno".

## Industria nucleare europea
I nuovi reattori in costruzione in Finlandia e in Francia, che avevano lo scopo di condurre una rinascita del nucleare, sono stati ritardati e sono in esecuzione fuori budget.
L'industria nucleare europea sta lavorando allo sviluppo di reattori nucleari di IV generazione. Foratom è una organizzazione commerciale di base a Bruxelles, che si autodefinisce "la voce del settore nucleare".
Insieme con le imprese e le organizzazioni professionali come Foratom, General Electric, Hitachi e Toshiba sono tutte partner dell'industria nucleare europea. Altri partner includono la giapponese TEPCO e la coreana KEPCO. L'industria nucleare è regolata dai governi e il finanziamento è spesso fornito agli appaltatori privati che fanno il lavoro. La sicurezza nucleare è un tema di discussione attuale nell'Unione europea. La Western European Nuclear Regulators Association ha membri provenienti da 17 stati europei. La sicurezza nucleare deve affrontare molte sfide e WENR affronta queste sfide e si impegna in un reporting obiettivo. Un esempio di un rapporto è la pubblicazione "Stress Test", specifiche, proposta dalla Task Force WENRA, 21 aprile 2011.